# Morti nel 1455
| Questa pagina contiene informazioni ricavate automaticamente dalle voci biografiche con l'ausilio del template Bio e di un bot. L'aggiornamento è periodico e automatico e ricostruisce completamente la pagina. Se manca una persona in questa lista, sei pregato di non aggiungerla, ma accertati piuttosto che la sua voce biografica contenga il template Bio e che i dati anagrafici siano correttamente compilati. Se il template Bio manca, inseriscilo tu stesso o, in alternativa, metti l'avviso {{tmp\|Bio}} che ne segnala la mancanza. Se i dati riportati sono sbagliati, correggi direttamente la voce biografica; le modifiche saranno visibili in questa lista entro pochi giorni. Per chiarimenti vedi il progetto biografie. La lista contiene solo le 23 persone che sono citate nell'enciclopedia e per le quali è stato implementato correttamente il template Bio. Pagina aggiornata al 2 mag 2025. |

- 18 febbraio - Beato Angelico, pittore italiano
- 24 marzo - Papa Niccolò V, papa, vescovo cattolico e cardinale italiano (n. 1397)
- 1º aprile - Zbigniew Oleśnicki, cardinale e vescovo cattolico polacco (n. 1389)
- 6 aprile - Giovanni Benci, politico e banchiere italiano (n. 1390)
- 6 aprile - Giovanni Battista dal Legname, vescovo cattolico italiano
- 22 maggio - Edmund Beaufort, II duca di Somerset, militare inglese (n. 1406)
- 22 maggio - Andrea da Modena, francescano italiano
- 22 maggio - Henry Percy, II conte di Northumberland, conte britannico (n. 1393)
- 30 giugno - Dorino I Gattilusio, nobile
- 30 luglio - Paolo della Pergola, filosofo, matematico e logico italiano
- 6 settembre - Giberto VI da Correggio, condottiero e politico italiano
- 28 ottobre - Guillaume-Hugues d'Estaing, cardinale e vescovo francese
- 1º dicembre - Lorenzo Ghiberti, scultore, orafo e architetto italiano (n. 1378)
- 2 dicembre - Isabella d'Aviz, regina portoghese (n. 1432)
- Johannes Brassart, compositore fiammingo (n. 1400)
- Chökyi Drönma, principessa tibetana (n. 1422)
- Elisabetta di Celje, nobildonna ungherese (n. 1441)
- Palamede Gattilusio, nobile italiano
- Hund Şehzade, principessa ottomana (n. 1422)
- Paolo di Sangro, nobile e condottiero italiano
- Esen Tayisi, mongolo
- Trussardo da Calepio, militare italiano
- Moretto da San Nazzaro, condottiero italiano